# 庫福爾登
52°40′N 6°45′E / 52.667°N 6.750°E

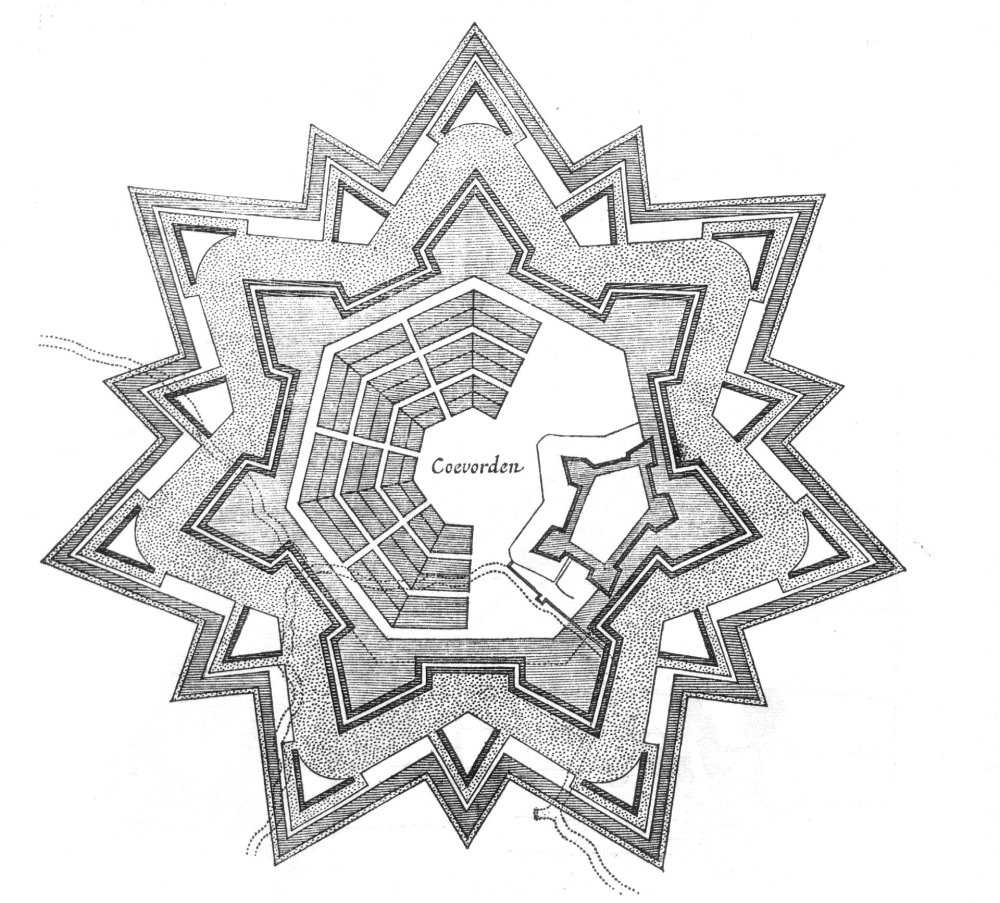

庫福爾登（荷蘭語：Coevorden）是荷蘭的城市和市镇，位於該國東北部，由德倫特省負責管轄，面積296.68平方公里，主要農產品有穀物、馬鈴薯和甜菜等，2007年人口36,043。

## 外部連結
- Official website （页面存档备份，存于）